# Ranfurlya
Ranfurlya is een geslacht van weekdieren uit de klasse van de Gastropoda (slakken).

## Soort
- Ranfurlya constanceae Suter, 1903